# Taken by Force
Taken By Force (укр. «Взяті силою») — п'ятий студійний альбом німецького гурту Scorpions, представлений 4 грудня 1977 року на лейблі RCA. Це перший альбом Scorpions за участі барабанщика Германа Раребелла і останній студійний альбом з гітаристом Улі Йон Ротом. Рот залишив групу в 1978 році після закінчення туру на підтримку альбому, спочатку його замінив Міхаель Шенкер, а пізніше Маттіас Ябс.
Текст пісні «We'll Burn the Sky» спочатку був віршем, написаним Монікою Даннеманн, останньою дівчиною Джимі Гендрікса, як данина пам'яті після його смерті.

## Обкладинка
Фотографію з обкладинки зробив Майкл фон Гімбут, це його третя робота для Scorpions. Як і попередні два альбоми, Taken by Force викликав суперечки через обкладинку, що знову призвело до того, що на більшості ринків обкладинку було замінено на альтернативну з фотографіями учасників гурту. Колишній головний гітарист гурту Улі Йон Рот захистив оригінальну обкладинку в інтерв’ю 2008 року, заявивши:
|  | Я думаю початковою ідеєю було те, що діти гралися зі зброєю на військовому кладовищі у Франції, і деякі люди вважали це образливим. Я не вважаю, що це образливо, бо я вважаю, що насправді це було досить гарне зображення, оскільки воно ставить війну в повну перспективу; дуже часто на війну йде молодь, років вісімнадцяти, дев'ятнадцяти, яка не до кінця розуміє життя. Коли тобі п’ятнадцять, ти не до кінця розумієш життя, але потім цим хлопцям доводиться стріляти в інших людей просто тому, що хтось каже їм робити це для своєї країни. Політики іноді теж діти зі зброєю, у всі часи багато політиків надто щасливі, а війна занадто легко стає «легким рішенням», тоді як для мене це ніколи не повинно бути рішенням, війни не повинно бути в першість. Можливо, час від часу країні може знадобитися захищатися, я це розумію, але загалом, якщо взяти до уваги, що сьогодні тільки на цій планеті точиться понад сотня воєн, то це просто безумство і завжди інструмент темна сторона. Зазвичай погані речі приходять від війни, дуже мало хороших речей, але іноді хороші речі приходять від поганих речей, це правда, нічого такого чорно-білого. Вбивати людей завжди неправильне рішення. |

## Список композицій
| #  | Назва                         | Автор                 | Тривалість |
| -- | ----------------------------- | --------------------- | ---------- |
| 1. | «Steamrock Fever»             | Шенкер/Майне          | 3:37       |
| 2. | «We’ll Burn the Sky»          | Шенкер/Dannemann      | 6:26       |
| 3. | «I’ve Got to Be Free»         | Рот                   | 4:00       |
| 4. | «The Riot of Your Time»       | Шенкер/Майне          | 4:09       |
| 5. | «The Sails of Charon»         | Рот                   | 4:23       |
| 6. | «Your Light»                  | Рот                   | 4:31       |
| 7. | «He’s a Woman — She’s a Man»  | Шенкер/Майне/Раребелл | 3:15       |
| 8. | «Born to Touch Your Feelings» | Шенкер/Майне          | 7:40       |

| Додаткові композиції | Додаткові композиції                             | Додаткові композиції | Додаткові композиції |
| #                    | Назва                                            | Автор                | Тривалість           |
| -------------------- | ------------------------------------------------ | -------------------- | -------------------- |
| 9.                   | «Suspender Love»                                 | Шенкер/Майне         | 3:20                 |
| 10.                  | «Polar Nights» (концертна версія із Tokyo Tapes) | Рот                  | 6:56                 |

Нотатки
- Більшість видань містить відредаговану версію пісні «The Sails of Charon». Редагування видаляє вступ з схожими на вітер звуковими ефектами, які виконуються на гітарі. Подібні ефекти можна почути в кінці пісні.
- На композиції «Born to Touch Your Feelings» можна почути голоси запрошених жінок. Це деякі друзі та шанувальники групи: Джунко та Муцумі з Японії, Естер із Суринаму, Роза з Риму, Сьюзен з Лос-Анджелеса та Лейла з Таїті.

## Учасники запису
Scorpions
- Клаус Майне — вокал
- Рудольф Шенкер — гітара, вокал
- Ульріх Рот — гітара
- Френсіс Бухольц — бас
- Герман Ребелл — ударні

Продюсування
- Дітер Діркс – продюсер, звукоінженер, зведення
- Майкл фон Гімбут - обкладинка